# (5069) Tokeidai
(5069) Tokeidai (1991 QB) – planetoida z pasa głównego asteroid okrążająca Słońce w ciągu 3,38 lat w średniej odległości 2,25 j.a. Odkryta 16 sierpnia 1991 roku.